# Női vonalak
A Női vonalak (Hanging Up) 2000-ben bemutatott amerikai vígjáték-dráma. A filmet Delia és Nora Ephron forgatókönyve alapján  Diane Keaton rendezte, Delia Hanging Up című 1995-ös regénye alapján. 
A főbb szerepekben Diane Keaton, Meg Ryan, Lisa Kudrow és Walter Matthau látható. Ez volt Matthau utolsó filmes szerepe, mert a színész néhány hónap múlva szívrohamban elhunyt.
A film kritikai fogadtatása kedvezőtlen volt. Bírálói elismerték a színészi teljesítményt, ugyanakkor a regény filmvászonra adaptálását sikertelennek tartották.

## Cselekmény
A történet a három Mozell lány telefonfüggőségéről szól. A testvérek a telefonálás összes lehetséges módozatát felvonultatják, hogy a családi kötelékeket fenntartsák. Most éppen azért lógnak mindhárman a dróton, mert az apa (Walter Matthau) kezdi egyre jobban elveszíteni a kapcsolatot a valósággal. A lányok aggódnak érte, de a gyakorlatban csak Eve, a középső lány (Meg Ryan) áll mellette, s ő informálja testvéreit – természetesen telefonon – apjuk állapotáról.

## Szereplők
| Szerep            | Színész           | Magyar hang          |
| ----------------- | ----------------- | -------------------- |
| Eve Mozell Marks  | Meg Ryan          | Létay Dóra           |
| Georgia Mozell    | Diane Keaton      | Andai Györgyi        |
| Maddy Mozell      | Lisa Kudrow       | Csere Ágnes          |
| Lou Mozell        | Walter Matthau    | Velenczey István     |
| Joe Marks         | Adam Arkin        | Szabó Sipos Barnabás |
| Dr. Omar Kunundar | Shaun Duke        | Rosta Sándor         |
| Ogmed Kunundar    | Ann Bortolotti    | Szabó Éva            |
| Pat Mozell        | Cloris Leachman   | Illyés Mari          |
| Angie             | Maree Cheatham    |                      |
| Dr. Kelly         | Myndy Crist       |                      |
| Libby             | Libby Hudson      |                      |
| Jesse Marks       | Jesse James       |                      |
| Esther            | Edie McClurg      | Némedi Mari          |
| Kim               | Tracee Ellis Ross | Bognár Gyöngyvér     |
| Madge Turner      | Celia Weston      | Zsurzs Kati          |

## Fordítás
- Ez a szócikk részben vagy egészben  a   Hanging Up című angol Wikipédia-szócikk fordításán alapul.  Az eredeti cikk szerkesztőit annak laptörténete sorolja fel. Ez a jelzés csupán a megfogalmazás eredetét és a szerzői jogokat jelzi, nem szolgál a cikkben szereplő információk forrásmegjelöléseként.